# Dobratycze
Dobratycze – wieś w Polsce położona w województwie lubelskim, w powiecie bialskim, w gminie Kodeń. Leży nad rzeką Czapelką
Wieś jest sołectwem w gminie Kodeń.

## Położenie i demografia
W latach 1954–1968 wieś należała i była siedzibą władz gromady Dobratycze, po jej zniesieniu w gromadzie Kodeń. W latach 1975–1998 miejscowość administracyjnie należała do województwa bialskopodlaskiego. Przez wieś przebiega droga wojewódzka nr 816. Według Narodowego Spisu Powszechnego (III 2011 r.) liczyła 141 mieszkańców i była piątą co do wielkości miejscowością gminy Kodeń.

## Szkolnictwo
Do 1932 roku nauka odbywała się w mieszkaniach prywatnych, najpierw w Lebiedziewie, potem w Dobratyczach i znów w Lebiedziewie. W 1932 roku, po wielu staraniach obu miejscowości, zbudowany został nowy, murowany budynek szkolny. Na początku lat 70. dobudowano tego budynku dalszą jego część. Szkoła uległa likwidacji w 2001 roku.

## Wspólnoty wyznaniowe
We wsi znajduje się prawosławna cerkiew Podwyższenia Krzyża Pańskiego, będąca siedzibą miejscowej parafii. W miejscowości znajduje się także cmentarz unicki, następnie prawosławny z zabytkowymi XIX-wiecznymi nagrobkami.
Wierni Kościoła rzymskokatolickiego należą do parafii Świętej Trójcy w Terespolu, natomiast katolicy obrządku wschodniego do parafii unickiej pw. św. Nikity w Kostomłotach.